# Salvador Maristany i Sensat
Salvador Maristany i Sensat, àlies "Isard" (el Masnou, 9 de novembre de 1853 - el Masnou, 19 de març de 1915) fou un capità de vaixell català.
Fill d'Agustí Maristany i Isern, també capità de vaixell. Va estudiar a l'Escola de Nàutica del Masnou. Després va continuar els seus estudis a Tolosa de Llenguadoc i a l'Escola de Nàutica de Barcelona (1870). Va ser pilot de derrota a la pollacra Modesta durant els anys 1875 i 1878, tot just abans de ser nomenat capità de la corbeta Pablo Sensat, càrrec que va exercir fins al 1884. En aquesta data es va establir a Amèrica per actuar de guia per a la comissió espanyola que inspeccionava les obres del Canal de Panamà.
El 1890, Salvador Maristany va ser nomenat inspector general de navegació de la Companyia Transatlàntica, i durant la Guerra de Cuba va ser l'encarregat de capitanejar el vaixell Montserrat des del port de Bordeus amb queviures per a les tropes de Nuevitas i Sagua la Grande. Gràcies als seus serveis va ser condecorat amb plaques de segona classe al Mèrit Militar i Naval. Entre d'altres distincions i nomenaments, va exercir de vocal de la Junta de la Marina Mercant de Madrid i de la Junta Central de la Lliga Marítima, i també de les juntes de govern de les societats La Electricista i Compañía de Tranvias de Filipinas, ambdues a Manila.
Es va presentar a les eleccions generals espanyoles de 1903 pel partit Unió Catalanista al districte electoral de Mataró. Va obtenir el 32% dels vots, quedant segon després de Trinitat Rius i Torres.
Salvador Maristany es va casar amb Mariàngela Gibernau i Maristany, amb qui va tenir una única filla, Sara Maristany i Gibernau (el Masnou, 1906 - Barcelona, 2012). Les seves netes van ser les periodistes Sara Masó i Maristany i Àngels Masó i Maristany. Sara Masó que va escriure dos llibres amb documentació del seu avi: La imprudència del Titanic (1998) i Els mars del meu avi (2008).
L'any 1957 l'Ajuntament del Masnou va decidir posar el seu nom a un carrer (carrer del Capità Salvador Maristany).